# 雷德科洛尼鎮區 (阿肯色州塞維爾縣)
雷德科洛尼鎮區（英語：Red Colony Township）是位於美國阿肯色州塞維爾縣的一個行政鎮區。

## 地方資料
雷德科洛尼鎮區的面積為165.69平方千米，當中陸地面積為164.88平方千米，而水域面積為0.81平方千米。根據2010年美國人口普查的數據，當地共有人口1404人，而人口密度為每平方千米8.47人。